# Ruben Wolochin
Ruben Wolochin (* 30. Juni 1970 in San Miguel de Tucumán) ist ein argentinischer Volleyball-Trainer.

## Biografie
Wolochin war als Spieler in Rosario, Paraná und Santa Fe aktiv. Sein erster Verein als Trainer war der Club de Regatas Santa Fe, mit dem er in der argentinischen Frauen-Liga zweimal Vizemeister wurde. Später war er beim Club Náutico Hacoaj in Tigre aktiv, bevor er 2002 die Männer von Voley Guada in Guadalajara (Spanien) übernahm. Mit dem dänischen Verein SK Aarhus erreichte der Argentinier die Vizemeisterschaft und das Pokalfinale. Anschließend ging er nach Finnland. Dort betreute er zwei Jahre die Frauen von Liiga Eura. Mit den Männern von Raision Loimu gewann er die Nordic League. Von 2011 bis 2019 war Wolochin Trainer des deutschen Bundesligisten TV Bühl. Anschließend bekam er einen Vertrag Kaposvári Röplabda in Ungarn. 2021 wechselte er nach Indien zu Hyderabad Black Hawks.